# Garry Herbert
Garry Gerard Paul Herbert (Londra, 3 ottobre 1969) è un ex canottiere britannico, vincitore di una medaglia d'oro nel due con di canottaggio, era il timoniere dei fratelli Searle ai Giochi olimpici di Barcellona 1992, ultima volta in cui questa gara si disputò.

## Palmarès
| Anno | Manifestazione  | Sede       | Evento  | Risultato |
| ---- | --------------- | ---------- | ------- | --------- |
| 1992 | Giochi olimpici | Barcellona | Due con | Oro       |